# Luis Carlos Arias
Luis Carlos Arias Cardona (La Unión, Colombia; 13 de enero de 1985) es un exfutbolista colombiano. Jugaba de mediocampista y se retiró en Nacional Potosí de Bolivia. Actualmente es director técnico de la Selección Fútbol de Remedios Antioquía

## Trayectoria

### Inicios
Comenzó su carrera en Leones, donde jugó desde el 2006 hasta el 2008 ; allí tuvo buenos partidos con un promedio goleador de 0,33  entre Copa Colombia y Primera B lo llevaron a jugar en el Independiente Medellín compartiendo con jugadores de la talla de Lewis Ochoa, Ivan Corredor, Ganizita Ortiz, Juan Guillermo Cuadrado, Jackson Martinez, Roger Cañas entre otros que años después se destacarían a nivel mundial.

### Independiente Medellín
En el 2009, fue confirmado como nuevo refuerzo del Independiente Medellín. En el poderoso de la montaña, fue un jugador importante y ayudó a ganar el Torneo Finalización. Durante ese año, marcó el mejor gol de su carrera, con el cual su equipo venció 2-1 al Cúcuta Deportivo. Gracias a los buenos partidos y al ayudar a ganar el título, Arias se ganó el cariño de la hinchada del poderoso. Al año siguiente, seguiría jugando a un buen nivel, y por primera vez en su carrera jugó la Copa Libertadores. Tras 2 grandes años en la ciudad de Medellín, Luis Carlos deja el Independiente Medellín para irse a jugar al Deportivo Toluca de México.

### Deportivo Toluca
Por primera vez en su carrera sale de su país para jugar en Deportivo Toluca de México, donde jugó el primer semestre del 2011. En México no tuvo muchas oportunidades, por lo que en el segundo semestre regresa al Independiente Medellín, club dueño de sus derechos deportivos.

### Segunda etapa en el Medellín
En el segundo semestre del 2011, decidieron que se fuera a jugar al Deportes Tolima, pero finalmente, debido a que el jugador sería cedido más no vendido al club pijao, regresó para jugar el Torneo Finalización 2011 con el Independiente Medellín.

### Santa Fe
El 4 de enero de 2012 se confirma su cesión por un año a Santa Fe.  En su primera año en el equipo de la capital colombiana, Luis Carlos fue uno de los jugadores más destacados del equipo y fue fundamental para que este ganara el Torneo Apertura, consiguiendo la séptima estrella y acabando con 36 años y medio de sequía de títulos de liga. Poco a poco, "Colitas" Arias se fue metiendo en el corazón del hincha santafereño, gracias a su buen juego y a su entrega hacia la camiseta cardenal. En el 2013, Arias ganaría su segundo título con el equipo cardenal; consiguiendo la Superliga del 2013; donde Luis Carlos anotaría 2 goles fundamentales para que Independiente Santa Fe, la ganara. Ese mismo año, tuvo muy buenas actuaciones tanto en liga como en Copa Libertadores, donde sería figura del equipo. Sin embargo, sufrió una lesión en los ligamentos durante los cuartos de final de la Copa Libertadores, que lo alejó de las canchas durante el segundo semestre del año.
En el primer semestre del 2014, ya recuperado de su lesión vuelve a jugar con el equipo la Copa Libertadores, la Liga Postobon, donde poco a poco empieza a retomar el nivel. Para el segundo semestre, Arias vuelve a ganar la titularidad, y junto a Omar Pérez, Daniel Torres, Francisco Meza, Juan Daniel Roa, y Luis Manuel Seijas; lleva a Santa Fe a la conquista de su octavo título de liga; en donde Arias sería fundamental marcando el gol que le daría definitivamente el título al equipo cardenal. En Independiente Santa Fe sigue hasta junio del 2015, donde volvería al Deportivo Independiente Medellín. Luis Carlos Arias es uno de los ídolos de la hinchada santafereña, que le destacaron su entrega hacia la camiseta.

### Tercera etapa en el Medellín
En 2015, su antiguo técnico, Leonel Álvarez, logra traerlo de regreso para jugar en el Torneo Finalización, el cual pierden semifinal en el Atansio Girardot contra el rival de patio, Atlético Nacional en la segunda ronda con un marcador global 1-2. Al año siguiente, comienza a mostrar un mejor rendimiento que el que tuvo en el año 2009 para el Torneo Apertura 2016 (Colombia). Durante esta temporada, en un partido contra el Atlético Huila, en condición de visitante, logra anotar un excelente gol de tiro libre que se clasificó en el puesto número 1 de la fecha. También se destacó por anotar un gran gol a larga distancia al Cortuluá, en condición de local, con un marcador parcial 1-2 en su contra y dejando el global 3-3 para terminar en tandas de penales que, ganando de locales. En la final contra el Junior de Barranquilla, su equipo se corona campeón el la Liga Águila 2016, siendo él uno de los jugadores que tanto aportó en la victoria.
En su segundo torneo internacional con el DIM, en el partido de ida de la Copa Sudamericana 2016, desempata el marcador global con un gol de tiro libre a quedando 2-1 a favor, así pasan a la siguiente ronda.
En el portal web, dalerojo.net, se considera como un ídolo del club por gran parte de la hichada.
La cadena de deportes locales, Win Sports, hizo un top 5 de los mejores goles del 2016, en el cual, el ya mencionado gol de tiro libre contra el Atlético Huila, quedó en el puesto número 1.

### Deportivo Pasto
En 2018 llega al Deportivo Pasto como refuerzo. En el equipo volcánico tuvo continuidad y pasó a jugar como delantero gran parte de la temporada.

### Unión Magdalena
En enero de 2019 se confirma como nuevo jugador del Unión Magdalena en su regreso a la Categoría Primera A luego de nueve años. Su primer gol lo marca el 19 de febrero en la caída 2-1 en su vista al Deportivo Cali. El 31 de marzo marca el gol del empate a un gol frente a Alianza Petrolera. Su primer doblete con el club lo hace el 6 de abril en la goleada 4 por 0 sobre Patriotas Boyacá.

### Nacional Potosí
En 2020 llega al fútbol boliviano donde no logró terminar la temporada por la pandemia de coronavirus, dejó al Nacional Potosí y tras no encontrar un nuevo equipo decidió dar fin a su carrera como futbolista profesional.

## Selección nacional
Ha sido internacional con la Selección de Colombia en una ocasión. Debutó en el 2010 en un partido amistoso frente a la Selección de Bolivia.

## Estadísticas
Actualizado al último partido de su carrera.
| Deportivo Rionegro · Colombia | 2006                | 2º                  |     |    | —  | —  | —  | — |     |     |
| Deportivo Rionegro · Colombia | 2007                | 2º                  |     |    | —  | —  | —  | — |     |     |
| Deportivo Rionegro · Colombia | 2008                | 2º                  |     |    | —  | —  | —  | — |     |     |
| Deportivo Rionegro · Colombia | Total               | Total               | 78  | 26 | 0  | 0  | 0  | 0 | 78  | 26  |
| Independiente Medellín · Colombia | 2009                | 1º                  | 39  | 6  | 4  | 5  | 8  | 2 | 51  | 13  |
| Independiente Medellín · Colombia | 2010                | 1º                  | 34  | 16 | 2  | 2  | 5  | 1 | 41  | 18  |
| Independiente Medellín · Colombia | 2011                | 1º                  | 16  | 1  | —  | —  | —  | — | 16  | 1   |
| Deportivo Toluca · México | 2011                | 1º                  | 9   | 0  | —  | —  | 1  | 0 | 10  | 0   |
| Santa Fe · Colombia | 2012                | 1º                  | 26  | 3  | 10 | 1  | —  | — | 36  | 4   |
| Santa Fe · Colombia | 2013                | 1º                  | 20  | 4  | 2  | 2  | 8  | 2 | 30  | 8   |
| Santa Fe · Colombia | 2014                | 1º                  | 39  | 10 | 14 | 4  | 7  | 0 | 60  | 14  |
| Santa Fe · Colombia | 2015                | 1º                  | 9   | 1  | 1  | 0  | 8  | 1 | 18  | 2   |
| Santa Fe · Colombia | Total               | Total               | 94  | 18 | 27 | 7  | 23 | 3 | 144 | 28  |
| Independiente Medellín · Colombia | 2015                | 1º                  | 10  | 2  | 4  | 0  | —  | — | 14  | 2   |
| Independiente Medellín · Colombia | 2016                | 1º                  | 39  | 5  | 5  | 0  | 5  | 2 | 49  | 7   |
| Independiente Medellín · Colombia | 2017                | 1º                  | 25  | 2  | 3  | 0  | 9  | 0 | 37  | 2   |
| Independiente Medellín · Colombia | Total               | Total               | 163 | 32 | 18 | 7  | 27 | 5 | 208 | 44  |
| Deportivo Pasto · Colombia | 2018                | 1º                  | 25  | 1  | 1  | 0  | —  | — | 12  | 0   |
| Union Magdalena · Colombia | 2019                | 1º                  | 37  | 5  | 1  | 0  | —  | — | 38  | 5   |
| Nacional Potosí · Bolivia | 2020                | 1º                  | 4   | 0  | —  | —  | —  | — | 4   | 0   |
| Total en su carrera | Total en su carrera | Total en su carrera | 410 | 82 | 47 | 14 | 50 | 8 | 507 | 104 |
| (1) Incluye datos de la Copa Colombia, Superliga de Colombia y Copa México (2) Incluye datos de Copa Libertadores, Copa Sudamericana y Concachampins. (3) No incluye goles en partidos amistosos. |                     |                     |     |    |    |    |    |   |     |     |

### Selección
| Selección                | Año                      | Partidos | Goles |
| ------------------------ | ------------------------ | -------- | ----- |
| Colombia Mayores         | 2010                     | 1        | 0     |
| Total                    | Total                    | 1        | 0     |
| Total Selección Colombia | Total Selección Colombia | 1        | 0     |

## Palmarés

### Campeonatos nacionales
| Título                | Club                   | País     | Año  |
| --------------------- | ---------------------- | -------- | ---- |
| Torneo Finalización   | Independiente Medellín | Colombia | 2009 |
| Torneo Apertura       | Santa Fe               | Colombia | 2012 |
| Superliga de Colombia | Santa Fe               | Colombia | 2013 |
| Torneo Finalización   | Santa Fe               | Colombia | 2014 |
| Superliga de Colombia | Santa Fe               | Colombia | 2015 |
| Torneo Apertura       | Independiente Medellín | Colombia | 2016 |